# ای‌ای اسپورتس یواف‌سی ۳
«ای‌ای اسپورتس یواف‌سی ۳» (انگلیسی: EA Sports UFC 3) یک بازی ویدئویی در سبک بازی ورزشی است که توسط الکترونیک آرتس و در سال ۲۰۱۸ و در پلت‌فرم‌های اکس‌باکس وان و پلی‌استیشن ۴ منتشر شده‌است.